# Koreocoris
Koreocoris is een geslacht van wantsen uit de familie van de Miridae (Blindwantsen). Het geslacht werd voor het eerst wetenschappelijk beschreven door Cho & Kwon in 2008.

## Soorten
Het genus bevat de volgende soort:

- Koreocoris bicoloratus Cho & Kwon, 2008